# Frumoasa (okręg Teleorman)
Frumoasa – wieś w Rumunii, w okręgu Teleorman, w gminie Frumoasa. W 2011 roku liczyła 1642 mieszkańców.